# George Blackall Simonds
George Blackall Simonds (Reading, 6 ottobre 1843 – Bradfield, 16 dicembre 1929) è stato uno scultore, docente e imprenditore inglese.
Come suo padre e suo nonno , George alternò all'attività artistica la direzione dello stabilimento della H & G Simonds Brewery di Reading.

## Biografia
George nacque a Reading nel 1843, secondo figlio di George Blackall Simonds sr., direttore del birrificio H & G Simonds, e di sua moglie Mary Anne, figlia di William Boulger di Bradfield. Anche suo nonno fu un imprenditore e un noto banchiere di Reading, William Blackall Simonds. Era cognato del pittore ritrattista John Collingham Moore, e cugino del botanico George Simonds Boulger. Fu maestro della Art Workers' Guild nel 1884-85.
Tra le sue opere artistiche più famose vi sono Il falconiere (1873) al Central Park di New York (Stati Uniti), il Monumento a George Palmer (1891), il Maiwand Lion (1886) nei Forbury Gardens, il Monumento alla regina Vittoria di Reading (Regno Unito), il Monumento a Frederick Tollemache (1892) e il Monumento a Joseph Bazalgette.
Nel 1922 si rimise temporaneamente all'opera dalla pensione in cui si era ritirato per realizzare il memoriale per i caduti della prima guerra mondiale del villaggio di Bradfield dove viveva. Tra i caduti del primo conflitto mondiale, infatti, vi era stato suo figlio, tenente del 2º battaglione dei South Wales Borderers.
Morì a Bradfield nel 1929.

## Opere

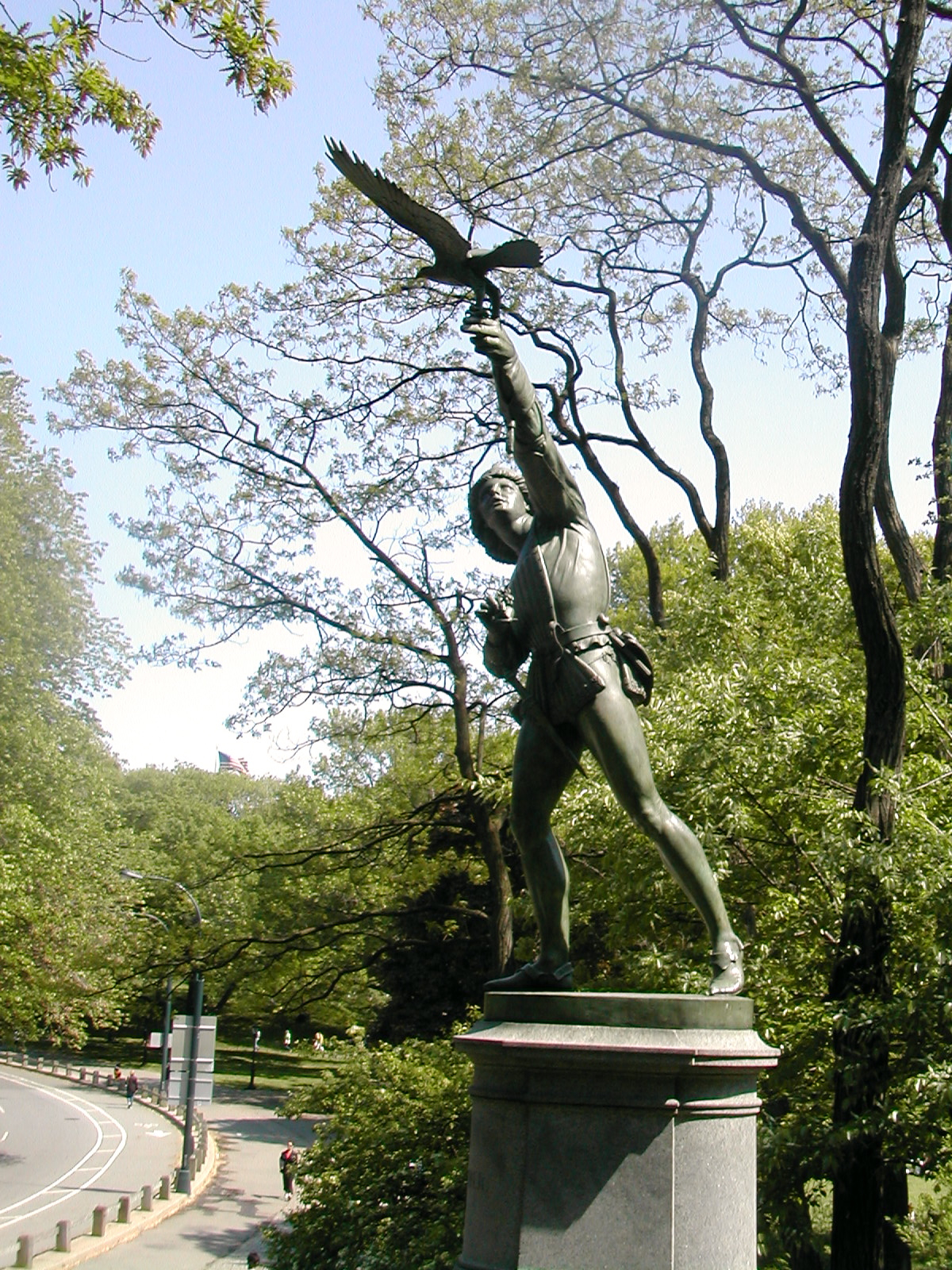
Il falconiere
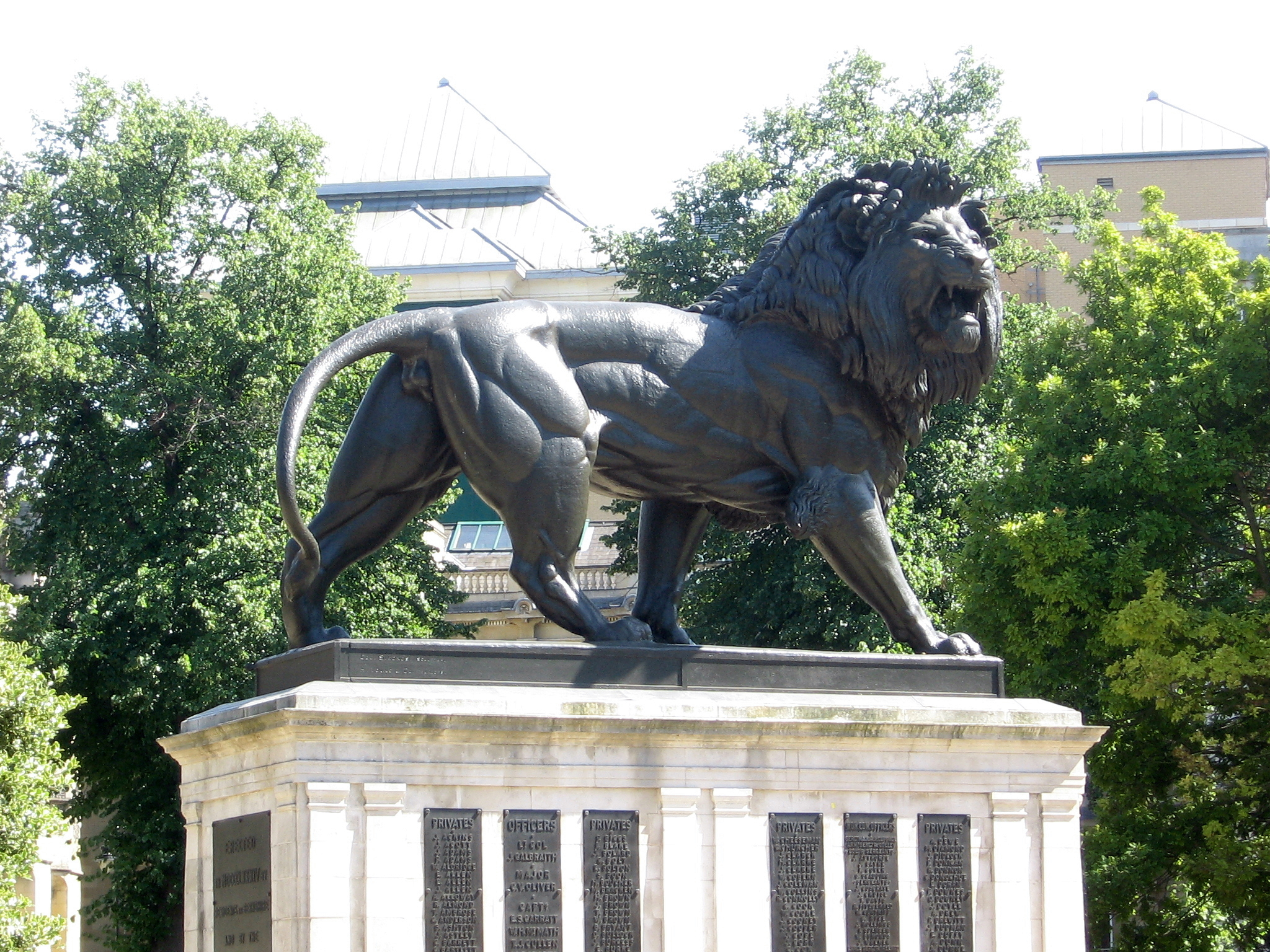
Maiwand Lion
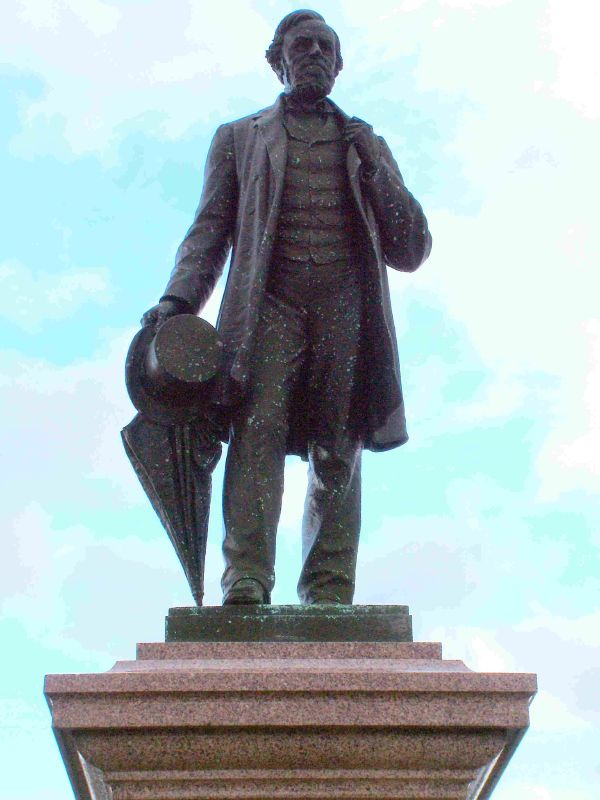
Monumento a George Palmer
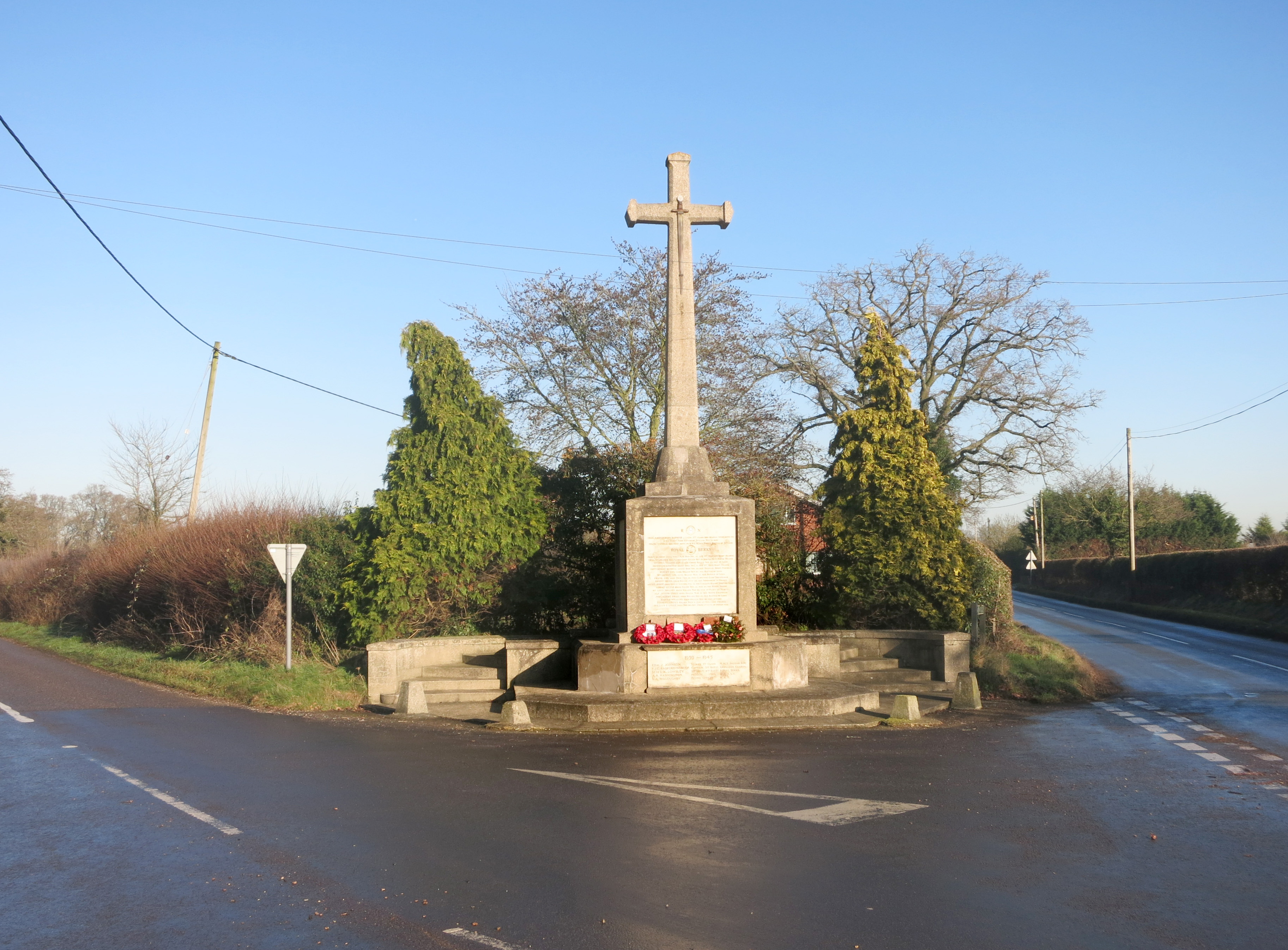
Memoriale della prima guerra mondiale, Bradfield
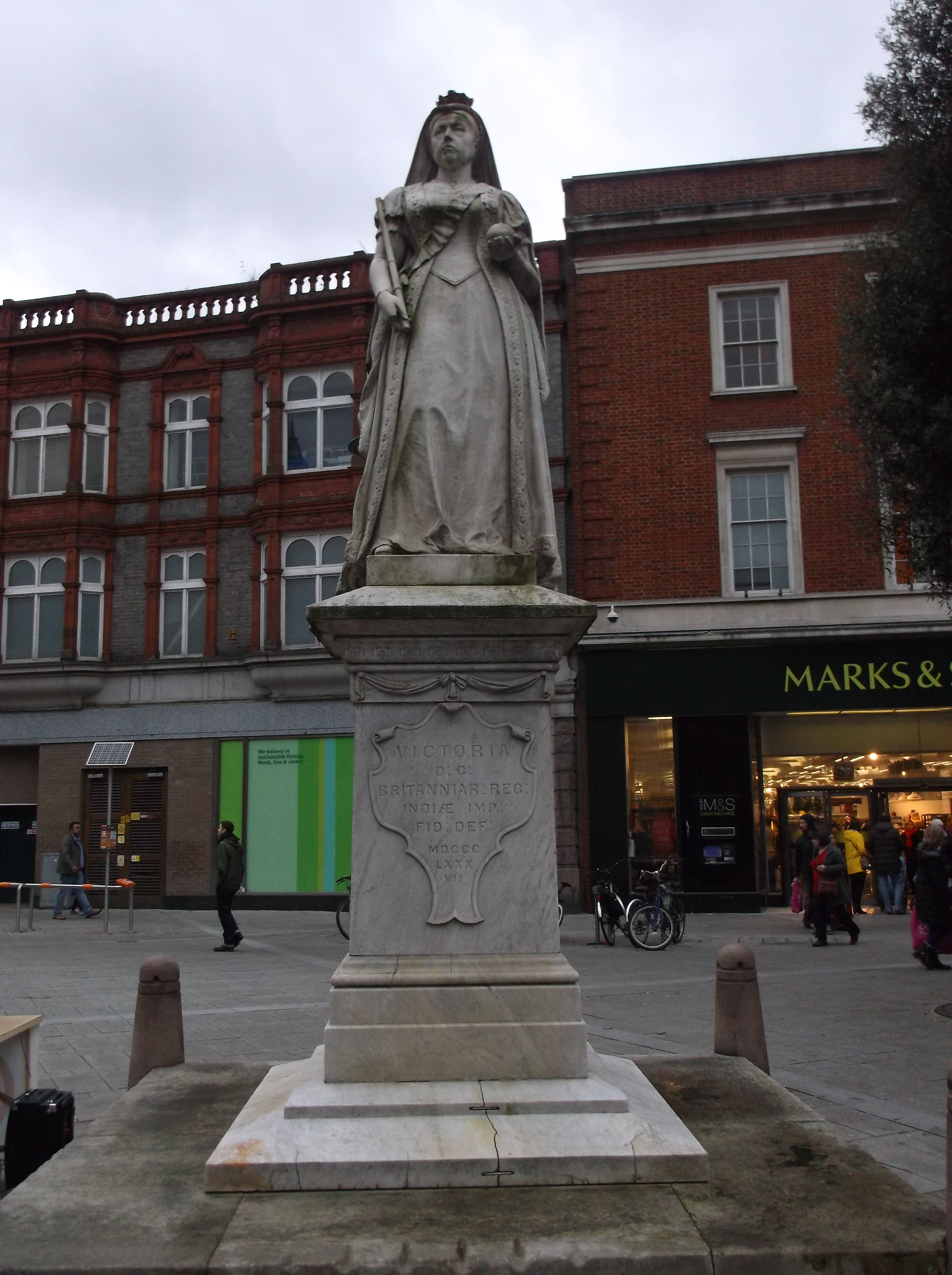
Monumento alla regina Vittoria (Reading)